# Stefano Mayorca
Stefano Mayorca (Roma, 7 marzo 1958) è uno scrittore, giornalista e artista italiano.

## Biografia

### Attività di giornalista e scrittore
Nel 1992 ha iniziato la sua attività di giornalista con Il Giornale dei Misteri (Corrado Tedeschi Editore, poi I Libri del Casato) per il quale al 2014 risulta ancora scrivere mensilmente. 
Nel 1995 ha pubblicato il suo primo libro Magia e Colore (edizioni All'Insegna di Ishtar-Torino).
A partire dal 1998 con la De Vecchi Editore (poi Giunti Editore) ha dato alle stampe numerosi altri testi dedicati allo studio dei fenomeni paranormali, alle arti divinatorie, ai miti e alle leggende, soffermandosi in particolare sulla tradizione celtica e sulle teorie riguardanti gli influssi lunari. 
Molti di questi libri sono stati tradotti in francese e spagnolo, e pubblicati in diversi stati esteri.
Dagli esordi del XXI secolo ha collaborato assiduamente con diverse testate giornalistiche dedite alle tematiche sopra citate, tra le quali i mensili Area 51 e Hera. La rivista I Misteri di Hera gli ha riservato alcune monografie contenenti anche storie a fumetti da lui stesso ideate e disegnate. I suoi articoli sono apparsi su diversi altri periodici di stampo esoterico e non, tra i quali Il Romanista, Totem (Acacia Edizioni), Anima (Libreria Esoterica di Milano) e Politica Romana  (Associazione di Studi Tradizionali Senatus).
Con la Edizioni Rebis di Viareggio, casa editrice orientata prettamente alla riscoperta e divulgazione di testi di Scienze Occulte, molti dei quali rari e datati, nel 2005, congiuntamente allo  stesso editore Pier Luca Pierini ed altri studiosi di ermetismo, ha dato vita alla rivista specializzata Elixir. Scritti della Tradizione Iniziatica e Arcana, a spiccata tendenza Kremmerziana. A seguire, nel 2009, con le stesse Edizioni Rebis, ha pubblicato Il Tempio Ermetico - Le Vie dell'Iniziazione, da Leonardo da Vinci a Giuliano Kremmerz.
Quale studioso di fenomeni paranormali, ermetismo, alchimia, simboli e miti, negli anni è stato ospite di simposi nazionali e di trasmissioni radiofoniche e televisive Rai, Mediaset e di emittenti minori.

### Attività artistica
Ha frequentato l'Istituto d'Arte di Via Silvio d'Amico a Roma, specializzandosi in arte cinquecentesca e, a seguire, le scuole di grafica e cartellonistica pubblicitaria. Negli anni '70 è entrato a far parte degli ambienti artistici romano e milanese, concentrandosi particolarmente nella produzione di opere in olio su cristallo.
Nel maggio 1978 ha esordito come fumettista con il primo numero della rivista L'Urlo, per proseguire negli anni ‘80 prestando opera come illustratore per le edizioni Mondadori, Nerbini, Dargaud (Parigi), e collaborando con pubblicazioni italiane di fumetti e comics, quali Eternauta, Giungla e Totem.
Nel maggio 1986 la Casa Editrice Nerbini lo ha inserito nel catalogo Talenti d’Italia, presentato nel corso della manifestazione “Segni e Disegni” presso il Palazzo dei Congressi di Firenze, in occasione della quale sono state esposte sue tavole originali.
Nel maggio 2003, in Via del Governo Vecchio a Roma, Stefano Mayorca ha inaugurato, con una mostra presso la Libreria Altroquando, una sua personale tecnica pittorica, caratterizzata dall’utilizzo su tela di colori ad olio e prodotti di MakeUp, quali ciprie, ombretti e matite, tecnica da lui stesso definita ‘pittura cosmico magnetica’ e che racchiude in sé elementi simbolici e d’ispirazione ermetica.
Il 19 gennaio 2013 ha esposto a Roma in Via Giulia, una collezione di sue opere ispirate ai riti sciamanici amerindi, dal titolo “Psicotropia rituale – Viaggio al confine del tempo”, esplicitando nuovamente il sodalizio delle proprie esperienze iniziatiche con quelle pittoriche.

## Opere
- Magia e Colore, Torino, Edizioni Librarie Franco Spinardi, 1995
- L'Aura Energia Vitale Luminosa, Milano, De Vecchi Editore, 1998 (pubblicato anche in spagnolo)
- I Poteri della Mente, Milano, De Vecchi Editore, 1999
- Medium e Medianità, Milano, De Vecchi Editore, 2004 (pubblicato anche in spagnolo)
- Gli Influssi della Luna, Milano, De Vecchi Editore, 2005
- Cronache dal Mistero, Milano, De Vecchi Editore, 2005 (pubblicato anche in francese)
- Magia L'Arte Segreta, monografia, I Misteri di Hera (Acacia Edizioni), n. 19 luglio 2007
- I Misteri dei Celti, Milano, De Vecchi Editore, 2008 (pubblicato anche in francese e spagnolo)
- Le Carte Divinatorie dei Templari, Milano, De Vecchi Editore, 2008 (pubblicato anche in francese e spagnolo)
- I Misteri dell'Iniziazione, Roma, Coniglio Editore, 2008
- Cattedrali Gotiche, Alchimia Sacra e i Simboli Segreti, monografia, I Misteri di Hera n. 22, febbraio 2008
- Il Tempio Ermetico, Viareggio, Edizioni Rebis, 2009
- Le Società Segrete e Tommaso Campanella, monografia, I Misteri di Hera, n. 36, giugno 2009
- Enigmi, Misteri e Leggende di Ogni Tempo, Giunti Editori SpA, 2010
- La Via Ermetica, Viareggio, Edizioni Rebis, 2011 (coproduzione AHKU)
- La Luna, Giunti Editori SpA, 2013
- La Scienza dell'Hermes, Roma, Spazio Interiore Editore, 2016
- Alchimia Sexualis, Viareggio, Edizioni Rebis, 2016
- Dell'Amore che Risana. La dottrina della Luce Rigeneratrice. L'ermetica scintilla, Roma, editore I Libri del Casato, 2019
- Schegge d'Infinito. Poesie ermetiche, Roma, editore Libreria Europa, 2021
- La Magia Etrusca, Milano, De Vecchi Editore, 2022
- La Sorgente dell'Hermes, 2023
- Il Canto dello Sciamano. Psicotropia cromatica e pittura magica, Roma, Spazio Interiore Editore, 2025